# Peder Skram-klassen
Peder Skram-klassen var en af Søværnets skibsklasser, bygget på Helsingør Skibsværft. Begge skibe er navngivet efter berømte danske admiraler, Peder Skram og Herluf Trolle. Skibsklassen vakte stor opsigt på verdensplan da de blev bygget, da de var de første skibe i denne størrelse der var udstyret med gasturbiner. Disse gasturbiner gjorde det muligt for Peder Skram at sætte fartrekord på 32,7 knob under en testsejlads. Det højeste punkt på skibet var 28,50 meter over vandlinien.
Peder Skram-klassen fik i 1970 installeret to dobbelte torpedorør. Klassen var oprindeligt udstyret med 2 kanontårne med hver to 127mm kanoner, men i 1977 blev det agterste kanontårn erstattet af en Harpoon launcher med 8 Harpoon antiskibsmissiler. Peder Skram blev kendt da det under en test af et missilsystem ved et uheld affyrede et Harpoon missil, også kendt som Hovsa-missilet. I samme omgang i 1977 blev dybdebombekasteren på agterdækket flyttet under dæk for at gøre plads til en launcher til Sea Sparrow overflade til luft missiler. På grund af denne ombygning kunne man mindske besætningen fra de oprindelige 207 mand til 180 mand. Fra midten af 1980'erne tilføjedes desuden 2 styks 20 mm antiluftskyskanoner.
Herluf Trolle blev solgt til ophugning i 1995, mens Peder Skram blev købt på auktion og senere overdraget til fonden "Peder Skrams Venner" og konverteret til et flydende museum og er under stadig istandsættelse så den kan fremstå i samme stand som da den var i, før den blev udfaset af Søværnet.
| Pnt. | Navn          | Kølen lagt         | Søsat             | Indgået        | Navngivet af          | Skæbne                                                       | Kaldesignal |
| ---- | ------------- | ------------------ | ----------------- | -------------- | --------------------- | ------------------------------------------------------------ | ----------- |
| F352 | Peder Skram   | 25. september 1964 | 2. maj 1965       | 25. maj 1966   | H.M. Kong Frederik IX | Udfaset 5. juli 1990, efterfølgende omdannet til museumsskib | OUEP        |
| F353 | Herluf Trolle | 18. december 1964  | 8. september 1965 | 16. april 1967 | H.K.H. Arveprins Knud | udfaset 5. juli 1990                                         | OUEQ        |